# Nøbbøllegård
Nøbbøllegård er en lille hovedgård, som er oprettet af H. U. von Lützow til Søholt (Krønge Sogn), i Begyndelsen af det 18de Aarh. af 3 nedlagte bøndergaarde og hovedbygningen er opført i 2009. Gården ligger i Holeby Sogn, Fuglse Herred, Maribo Amt, Holeby Kommune, Lolland Kommune. 
Nøbbøllegård Gods er på 295 hektar med Bursø

## Ejere af Nøbbøllegård
- (1700-1715) Henning Ulrich von Lützow
- (1715-1721) Frederik IV
- (1721-1736) Adam Christoffer lensgreve Knuth
- (1739-1747) Ida Margrethe Reventlow gift Knuth
- (1747-1776) Eggert Christoffer lensgreve Knuth
- (1776-1818) Frederik lensgreve Knuth
- (1818-1830) Frederik Marcus lensgreve Knuth
- (1830-1861) Johan Ditlev Friderichsen
- (1861-1866) Maria Hansen gift Friderichsen
- (1866-1876) Erhard Friderichsen
- (1876-1892) Landmandsbanken
- (1892-1965) De Danske Sukkerfabriker A/S
- (1965-1989) Forskellige Ejere
- (1989-2006) Ole Christian Wibholm
- (2006-) Niels Jørn Wibholm